# Араматлеко
Араматлеко (д/н — 555 до н. е.) — цар Куша в 580–555 роках до н. е.

## Життєпис
Син Аспелти, царя Куша, та його сестри-дружини Хенутахбіт. Посів трон близько 580 року. Одружився зі своїми сестрами Ахе і Аманітакайє. Значний вплив на нього спочатку мала мати. Замирився з новим єгипетським фараоном Яхмосом II, завдяки чому налагодилася торгівля уздовж Нілу. В подальшому панування Араматлеко було мирним та добробутним для його підданих. Починається культурний розвиток столиці Мерое.
Насамперед відомий зі своєї піраміди № 9 в Нурі, датованої кінцем VI або V ст. до н. е. Виконаний за обітницею об'єкт, що носить його ім'я, зведено Мерое. Серед коштовностей з піраміди знайшли золоте намисто-комір з його ім'ям. Гранітна статуя цього царя була знайдена у дворі храму Амона в Напаті. Тут представлений Араматлеко, що сидить, одягнений на свято на честь бога Седа (Ассута). Став останнім з царів, що підтримував давньоєгипетську традицію зведення власних статуй.
Помер близько 555 року до н. е. Йому спадкував син Малонакен.